# 松本知則
松本 知則（まつもと とものり、1934年2月10日 - 2003年6月14日）は、日本の経営者。九州朝日放送の社長を務めた。

## 経歴・人物
大分県出身。1957年に一橋大学社会学部を卒業し、同年に朝日新聞社に入社。取締役、名古屋本社代表、常務を経て、1993年8月に専務に就任。
1997年6月に九州朝日放送の社長に就任し、全国朝日放送取締役も兼任した。
2003年6月14日、肝不全、腎不全により死去。69歳没。